# 5870 Baltimore
5870 Baltimore (1989 CC1) là một thiên thạch xuyên Sao Hỏa được phát hiện vào ngày 11 tháng 02 năm 1989 bởi Helin, E. F. tại trạm thiên văn Palomar.

## Link ngoài
- JPL Small-Body Database Browser on 5870 Baltimore